# Rissoina punctostriata
Rissoina punctostriata is een slakkensoort uit de familie van de Rissoidae. De wetenschappelijke naam van de soort is voor het eerst geldig gepubliceerd in 1975 door Talavera.